# Plaça del Pes de la Palla
La Plaça del Pes de la Palla es troba a Palma, a l'illa de Mallorca. Antigament constituïa el punt de la ciutat on es pesava i es venia la palla i s'hi recaptava l'impost que la gravava. Per aquestes tasques, fins al 1869, hi havia un porxo amb sis columnes al centre de la plaça. Era una activitat comercial relacionada amb el mercat de cereals, la Quartera, i es trobava a prop dels estables on hi havia els cavalls i altres animals de tir que arribaven de la Part Forana.